# Mira Sardoč
Mira Sardoč est une actrice yougoslave puis slovène.

## Biographie
Mira Sardoč est née le 27 mars 1930 à Šentilj à Slovenske Gorice (sl), à 17 kilomètres de Maribor en direction de la frontière avec l'Autriche. Le père de Mira, Adam Sardoč, travaillait à Šentilj en tant que directeur de l'école primaire locale, que Mira fréquentait également. Sa mère décéda alors qu'elle n'avait que cinq ans. Son père remarié, elle dut s'occuper des enfants de la nouvelle épouse de son père.
Dès l'âge de quatre ans, Mira participa à des spectacles amateurs. En 1941, Mira Sardoč et sa famille furent déportés en Serbie, qui était alors dans le même royaume de Yougoslavie, où elle fréquenta le lycée d'Aranđelovac puis une école à Valjevo. Après son retour en République socialiste de Slovénie en 1945, elle s'est inscrite à l'école technique économique de Maribor. Au cours de l'année scolaire 1947/1948, elle termina avec succès ses études et fut nommée par décret à un poste dans une banque à Sarajevo. Elle refusa le poste et postula à l'AIU (aujourd'hui l'Académie de théâtre, radio, cinéma et télévision de Ljubljana).
Elle a été admise à l'Académie le 5 octobre 1948. Elle commença à étudier l'art dramatique avec Janez César (sl) et Marija Vera (sl). Elle a ensuite poursuivi ses études avec Vida Juvan (en). Après avoir obtenu son diplôme le 26 mai 1952 en présentant une pièce d'Armand Salacrou sous la direction d'Andrej Hieng (en), en septembre 1952, Mira Sardoč accepta un engagement avec le théâtre national slovène de Maribor. Après trois saisons réussies, elle accepta un engagement au Théâtre municipal de Ljubljana (sl). Après quelques saisons, elle se rendit à Trieste.En 1960, elle devint membre permanent du Théâtre slovène de Trieste (aujourd'hui Théâtre permanent slovène).
Mira Sardoč a travaillé à Trieste jusqu'à sa retraite en 1990. Mira Sardoč a joué plus de 200 rôles au théâtre et des dizaines au cinéma. Elle a également joué dans des films italiens. Pour son œuvre, elle a reçu la bague Borštnik (sl) et la reconnaissance de l'Association des artistes dramatiques de Slovénie (sl) pour toute sa carrière.

## Galerie

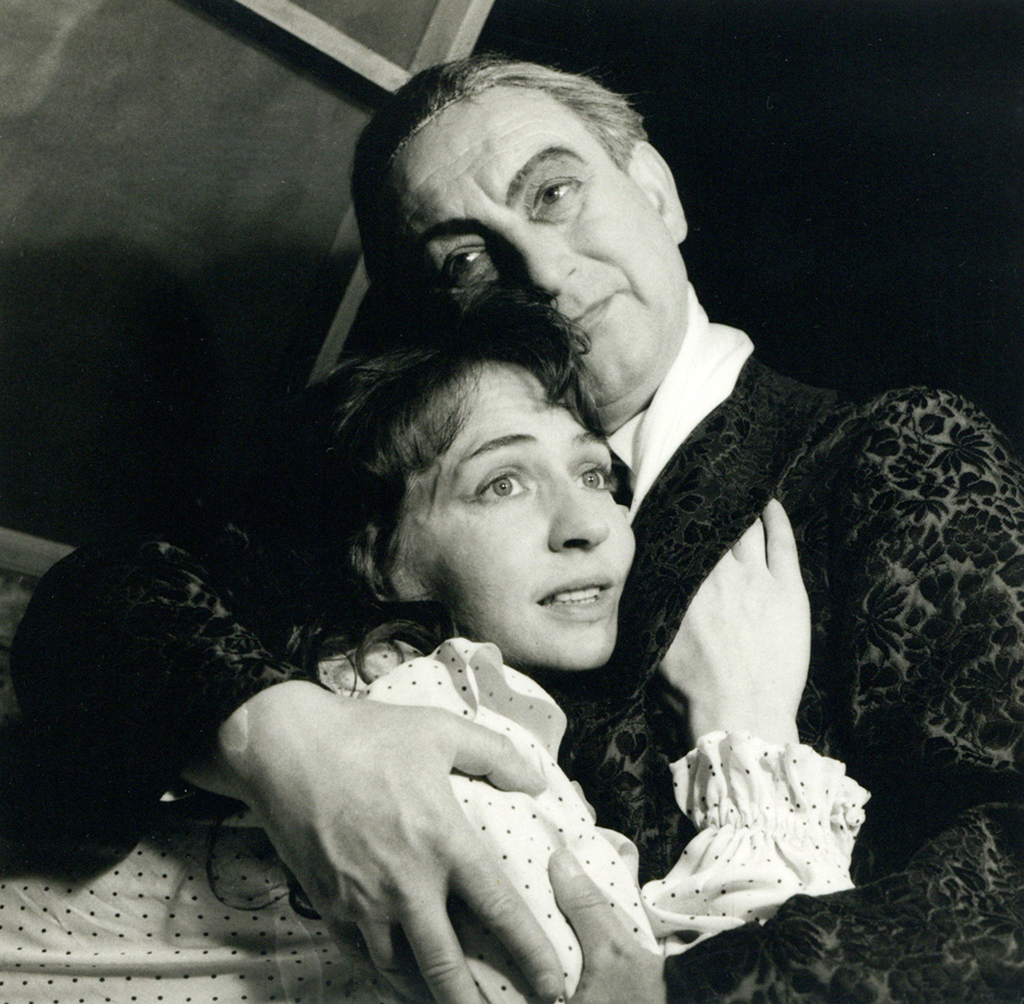
Avec Rado Nakrst (sr) dans une adaptation du Journal d'Anne Franck de Frances Goodrich et Albert Hackett
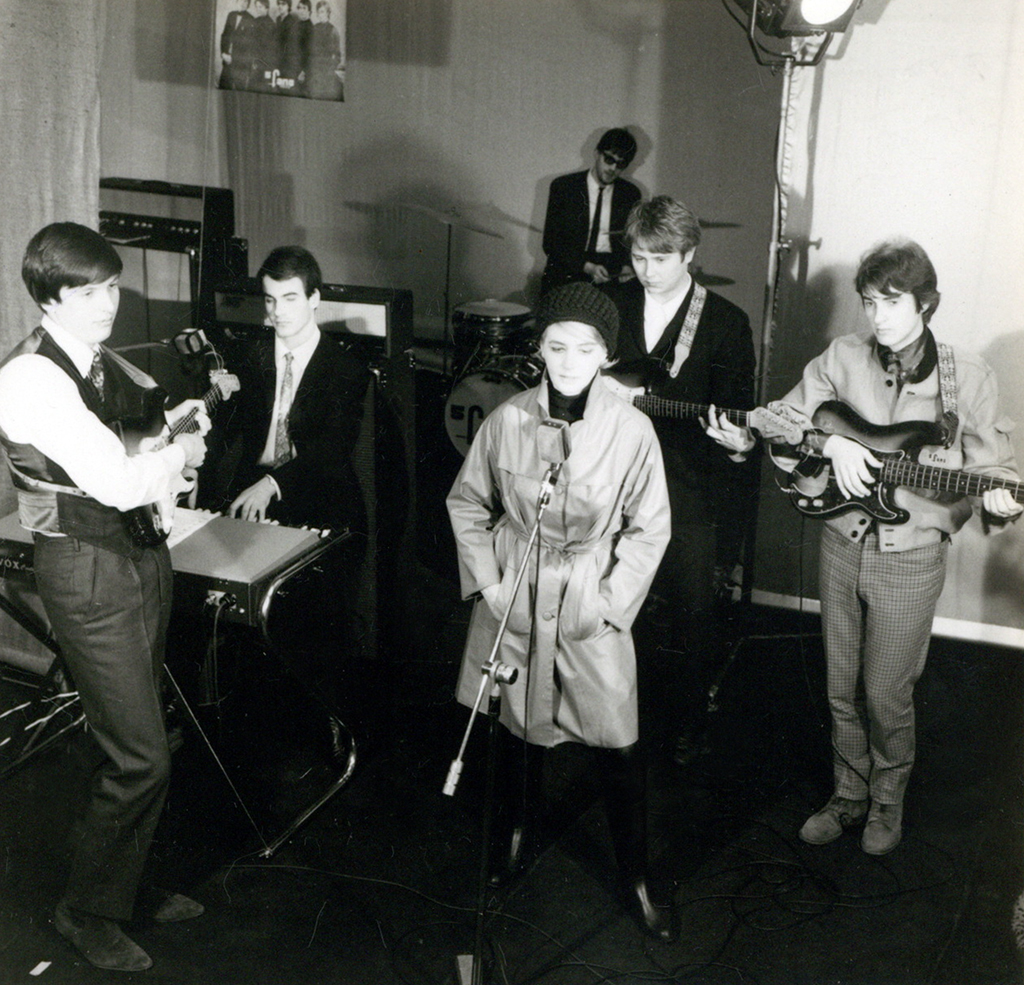
Dans Pas toujours comme les hirondelles de Filibert Benedetič au théâtre slovène de Trieste
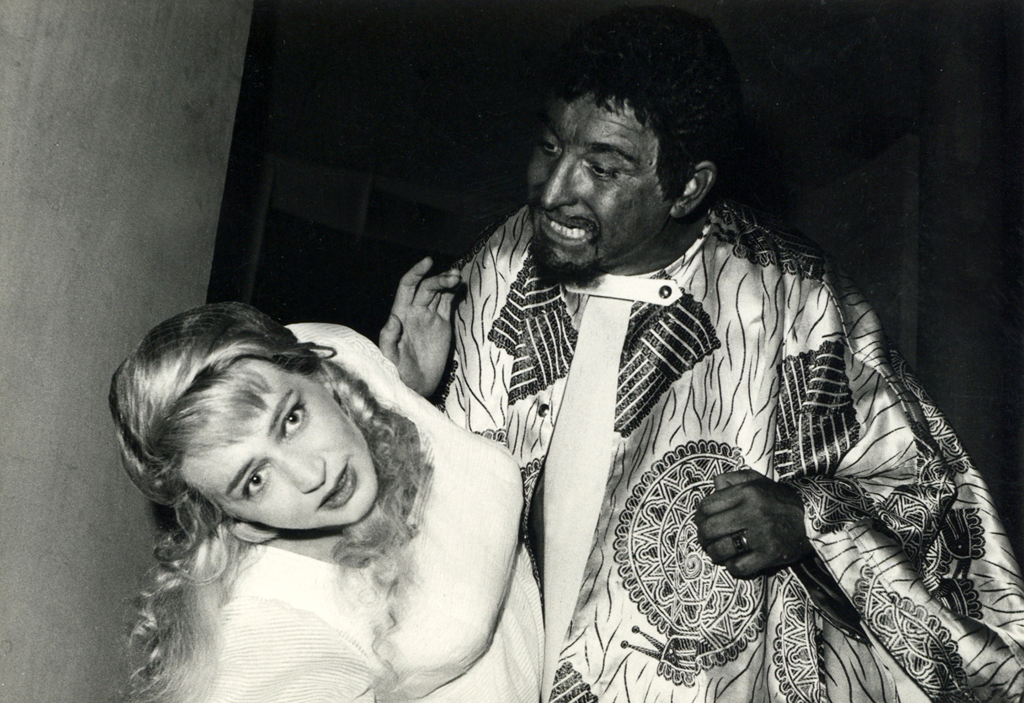
Avec Jožko Lukeš (sl) en 1963 dans Othello de Shakespeare

## Filmographie sélective
- 1955 : Tri zgodbe (sl)
- 1959 : Tri četrtine sonca
- 1960 : Veselica (film) (sl)
- 1964 : Prométhée de l'île